# Microregione di Oiapoque
Oiapoque è una microregione dello Stato dell'Amapá in Brasile, appartenente alla mesoregione di Norte do Amapá.

## Comuni
Comprende 2 municipi:
- Calçoene
- Oiapoque